# 赫尔穆特·施密特大学
赫尔穆特·施密特大学(德語：Helmut-Schmidt-Universität)，位于德国汉堡，是一所德国军事教育机构，在当时的联邦国防部长赫尔穆特·施密特的倡议下成立于1973年。最初名为联邦国防军大学（Universität der Bundeswehr）。